# Coelenterata
Infra-règne
Embranchements de rang inférieur
- Cnidaria
- Ctenophora

Les Coelenterata (célentérés en français, du grec koïlos = creux et enteron = intestin) est un clade présumé censé regrouper les embranchement des cnidaires et des cténophores (alors que Radiata inclut aussi les éponges). Les célentérés sont parfois présentés comme un infra-règne paraphylétique. Ce groupe est réapparu dans certaines phylogénies, cependant la position relative des cnidaires et cténaires reste en 2017 très controversée,,.